# Länghems pastorat
Länghems pastorat var ett pastorat inom Svenska kyrkan i Kinds kontrakt av Göteborgs stift. Pastoratskod: 081204. Pastoratet låg i Tranemo och Borås kommuner samt omfattade följande församlingar:
- Borås kommun
  - Dannike församling

- Tranemo kommun
  - Länghems församling
  - Månstads församling
  - Södra Åsarps församling

Pastoratet uppgick 2014 i Kinds pastorat.